# العلاقات البيلاروسية الفنزويلية
العلاقات البيلاروسية الفنزويلية هي العلاقات الثنائية التي تجمع بين روسيا البيضاء وفنزويلا.

## مقارنة بين البلدين
هذه مقارنة عامة ومرجعية للدولتين:
| وجه المقارنة                                              | روسيا البيضاء                    | فنزويلا                                  |
| --------------------------------------------------------- | -------------------------------- | ---------------------------------------- |
| المساحة (كم2)                                             | 207.60 ألف                       | 916.45 ألف                               |
| عدد السكان (نسمة)                                         | 9.50 مليون                       | 28.87 مليون                              |
| الكثافة السكانية (ن./كم²)                                 | 45.76                            | 31.5                                     |
| العاصمة                                                   | مينسك                            | كاراكاس                                  |
| اللغة الرسمية                                             | اللغة البيلاروسية، اللغة الروسية | اللغة الإسبانية، لغة الإشارة الفنزويلية ‏ |
| العملة                                                    | روبل بلاروسي                     | بوليفار فنزويلي                          |
| الناتج المحلي الإجمالي (بليون دولار)                      | 54.44 مليار                      | 482.36 مليار                             |
| الناتج المحلي الإجمالي (تعادل القوة الشرائية) بليون دولار | 168.35 مليار                     |                                          |
| الناتج المحلي الإجمالي الاسمي للفرد دولار أمريكي          | 5.74 ألف                         |                                          |
| الناتج المحلي الإجمالي للفرد دولار أمريكي                 | 18.18 ألف                        |                                          |
| مؤشر التنمية البشرية                                      | 0.798                            | 0.762                                    |
| رمز المكالمات الدولي                                      | +375                             | +58                                      |
| رمز الإنترنت                                              | .by، .бел                        | .ve                                      |
| المنطقة الزمنية                                           | ت ع م+03:00                      | 00                                       |

## مدن متوأمة
في ما يلي قائمة باتفاقيات التوأمة بين مدن بيلاروسية وفنزويلية:
- ترتبط مينسك مع كاراكاس باتفاقية توأمة منذ 1997.[16][16]

## منظمات دولية مشتركة
يشترك البلدان في عضوية مجموعة من المنظمات الدولية، منها:
| علم المنظمة | اسم المنظمة                        | تاريخ انضمام روسيا البيضاء | تاريخ انضمام فنزويلا |
| ----------- | ---------------------------------- | -------------------------- | -------------------- |
|             | مؤسسة التمويل الدولية              | 2 نوفمبر 1992              | 28 ديسمبر 1956       |
|             | منظمة حظر الأسلحة الكيميائية       | ?                          | ?                    |
|             | الأمم المتحدة                      | 24 أكتوبر 1945             | 15 نوفمبر 1945       |
|             | الاتحاد الدولي للاتصالات           | 7 مايو 1947                | 13 أغسطس 1920        |
|             | منظمة الشرطة الجنائية الدولية      | ?                          | ?                    |
|             | البنك الدولي للإنشاء والتعمير      | 10 يوليو 1992              | 30 ديسمبر 1946       |
|             | الاتحاد البريدي العالمي            | ?                          | ?                    |
|             | وكالة ضمان الاستثمار متعدد الأطراف | 3 ديسمبر 1992              | 9 مايو 1994          |
|             | يونسكو                             | 12 مايو 1954               | 25 نوفمبر 1946       |

## وصلات خارجية
- موقع وزارة الخارجية البيلاروسية
- موقع وزارة الخارجية الفنزويلية